# Japanische Badmintonmeisterschaft 1961
Die Japanische Badmintonmeisterschaft der Saison 1961/1962 war die 15. Austragung der nationalen Titelkämpfe im Badminton in Japan. Sie fand vom 28. bis zum 30. März 1962 in Kyōto statt.

## Titelträger
| Disziplin    | Sieger                         |
| ------------ | ------------------------------ |
| Herreneinzel | Yoshio Komiya                  |
| Dameneinzel  | Fumiko Akiyama                 |
| Herrendoppel | Tsutomu Sawada Koichi Mori     |
| Damendoppel  | Masako Kimura Mitsuko Yokoyama |
| Mixed        | Hiroshi Sugita Yoshiko Sugita  |